# Phare de St Agnes
Le phare de St Agnes est un phare désaffecté situé l'île de St Agnes des Îles Scilly face au comté de Cornouailles en Angleterre. Il a été remplacé par le phare de Peninnis.
Ce phare a été géré par la Trinity House Lighthouse Service de Londres, l'organisation de l'aide maritime des côtes de l'Angleterre.
Il est maintenant protégé en tant que monument classé du Royaume-Uni de Grade II* depuis 1959.

## Histoire
Ce phare a été construit en 1680 et il appartient toujours à Trinity House. Inactif depuis 1911, il est un des phares britanniques les plus anciens. Lees maisons des gardiens de 2 étages sont louées comme résidence privée. Il est localisé au point le plus haut de l'île de St Agnes, au sud-ouest des Îles Scilly.
Identifiant : ARLHS : ENG-140.
|                      |
| Vue du phare en 1880 |

|                           |
| Vue du phare actuellement |

### Lien connexe
- Liste des phares en Angleterre